# Eniclases subelectus
Eniclases subelectus is een keversoort uit de familie netschildkevers (Lycidae). De wetenschappelijke naam van de soort werd in 1991 gepubliceerd door Ladislav Bocák & Bocáková.